# Frank (ime)
Frank je moško osebno ime.

## Izvor imena
Ime Frank je različica imena Frančišek.

## Pogostost imena
Po podatkih Statističnega urada Republike Slovenije je bilo na dan 31. decembra 2007 v Sloveniji število moških oseb z imenom Frank: 32.

## Osebni praznik
V koledarju je ime Frank zapisano k imenu Frančišek.